# Пінцано-аль-Тальяменто
Пінцано-аль-Тальяменто (італ. Pinzano al Tagliamento) — муніципалітет в Італії, у регіоні Фріулі-Венеція-Джулія,  провінція Порденоне.
Пінцано-аль-Тальяменто розташоване на відстані близько 480 км на північ від Рима, 95 км на північний захід від Трієста, 33 км на північний схід від Порденоне.
Населення — 1549 осіб (2014).

## Демографія
Населення за роками:

Станом на 1 січня 2023 року в муніципалітеті офіційно проживав 161 іноземець з 30 країн, серед них 55 громадян країн Євросоюзу та 8 громадян України.

## Сусідні муніципалітети
- Кастельново-дель-Фріулі
- Клауцетто
- Форгарія-нель-Фрьюлі
- Рагонья
- Сан-Данієле-дель-Фрьюлі
- Секуальс
- Спілімберго
- Травезіо
- Віто-д'Азіо